# Avenue de Strasbourg (Nancy)
Pour les articles homonymes, voir Avenue de Strasbourg.
Ne doit pas être confondu avec Boulevard de Strasbourg.
L'avenue de Strasbourg est une voie de la commune de Nancy, dans le département de Meurthe-et-Moselle, en région Lorraine.

## Situation et accès
Elle est située dans le quartier Saint-Pierre - René II - Marcel Brot au sud-est de Nancy.
Longue avenue rectiligne qui relie la place des Vosges au nord à l'église de Bonsecours au sud, en direction de Jarville.

## Origine du nom
Le nom de la rue honore la résistance de la ville de Strasbourg durant la guerre de 1870.

## Historique
Après avoir porté le nom de « rue du Faubourg-Saint-Pierre » elle prend sa dénomination actuelle le 6 août 1873.
Sa partie nord, de la place des Vosges à l'avenue du Docteur-Heydenreich a été débaptisée pour prendre le nom d'avenue du Maréchal-de-Lattre-de-Tassigny.

## Bâtiments remarquables et lieux de mémoire
- no 83 : Entrée du parc Olry.
- no 254 : Église Notre-Dame-de-Bonsecours, édifice religieux du XVIIIe siècle dû à Emmanuel Héré, classé au titre des monuments historiques par arrêté du 13 août 1906[1].
- no 113-115 : Maison Coriolis inscrite aux monuments historiques en 1977[2].